# 行事食
行事食（ぎょうじしょく）は、伝統的に受け継がれた祭事、行事、季節の節目の際に食される特別な料理と食材である。家族の無病息災と幸せを願う意味があり特定の時期に用意される。宗教行事や古事が発祥に関わっているものも多く、何かを象徴したり、風習が伴なったり、お供えとして使用されるものが多く、人々の生活様式、食文化、民間伝承に深く根ざしている。

## 日本の行事食
日本の行事食には米や餅が深く関わっていることが多い。

### 正月
- おせち[1]
- お雑煮[2]
- 鏡餅
- 七草粥[1]

### 節分
- 福豆[1]

- 恵方巻

### ひな祭り
- 雛あられ[1]

### 春分の日（春のお彼岸）
- おはぎ[2]

### 端午の節句
- 柏餅[1]

### 七夕
- そうめん[4]

### 土用の丑の日
- うなぎの蒲焼き[1][5]

### 十五夜（中秋の名月）
- 月見団子[1]
- 新芋（サトイモ）[2]

### 秋分の日（秋のお彼岸）
- おはぎ[6]

### 七五三
- 千歳飴[1]

### 冬至
- かぼちゃ料理[1]

### 除夜（大晦日）
- 年越し蕎麦[1]

## 中国の行事食

### 端午節
- 粽

### 中秋節
- 月餅

## ユダヤ教の行事食

### 過ぎ越しの祭
- マッツァー[7]
- ゼローア
- ベーツァー - ゆで卵
- カルパス
- マーロール
- ハローセト

## キリスト教の行事食

### クリスマス
クリスマス料理は、キリスト教の降誕に感謝し祝う季節に調理や提供される一連の料理や飲料である。それぞれの料理の発祥は聖書の記述やキリスト教の教義に由来するものが多い。教派によって12月25日に祝われる場合と、1月7日に祝われる場合が多く、キリスト教伝搬に多く役割を果たした北半球に位置するヨーロッパの習慣が色濃く反映されており、クリスマスが夏に祝われる南半球でも冬の季節を反映した料理が食されることが多い。
- クリスマスプディング
- シュトレン
- ルイヴァブロイズ[10]
- ビュッシュ・ド・ノエル
- パネットーネ[11]
- ミンスパイ[12]
- タマレス[13]
- クリスマスハム
- 七面鳥[14]
- エッグノッグ
- ホットワイン

### 復活祭
- パスカ
- コロンバ・パスクアーレ[15]
- イースターエッグ

## イスラム教の行事食

### ラマダン
- イフタール
  - デーツ[16]
  - ハリーム[16]
  - サモサ[16]
- イド・アル＝フィトル
  - マアムール[17]